# Архітектура Ахеменідів

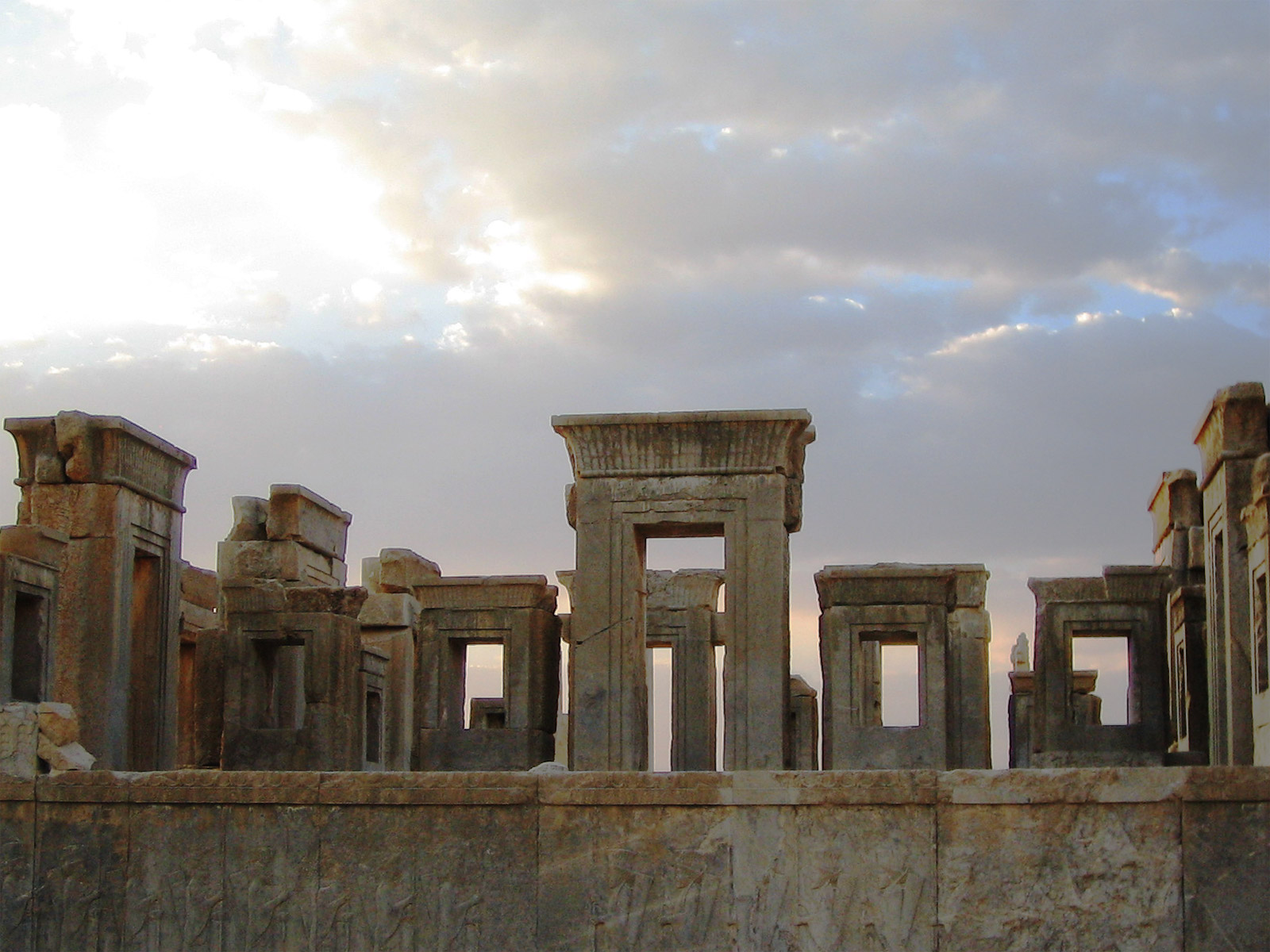
Руїни Персеполя

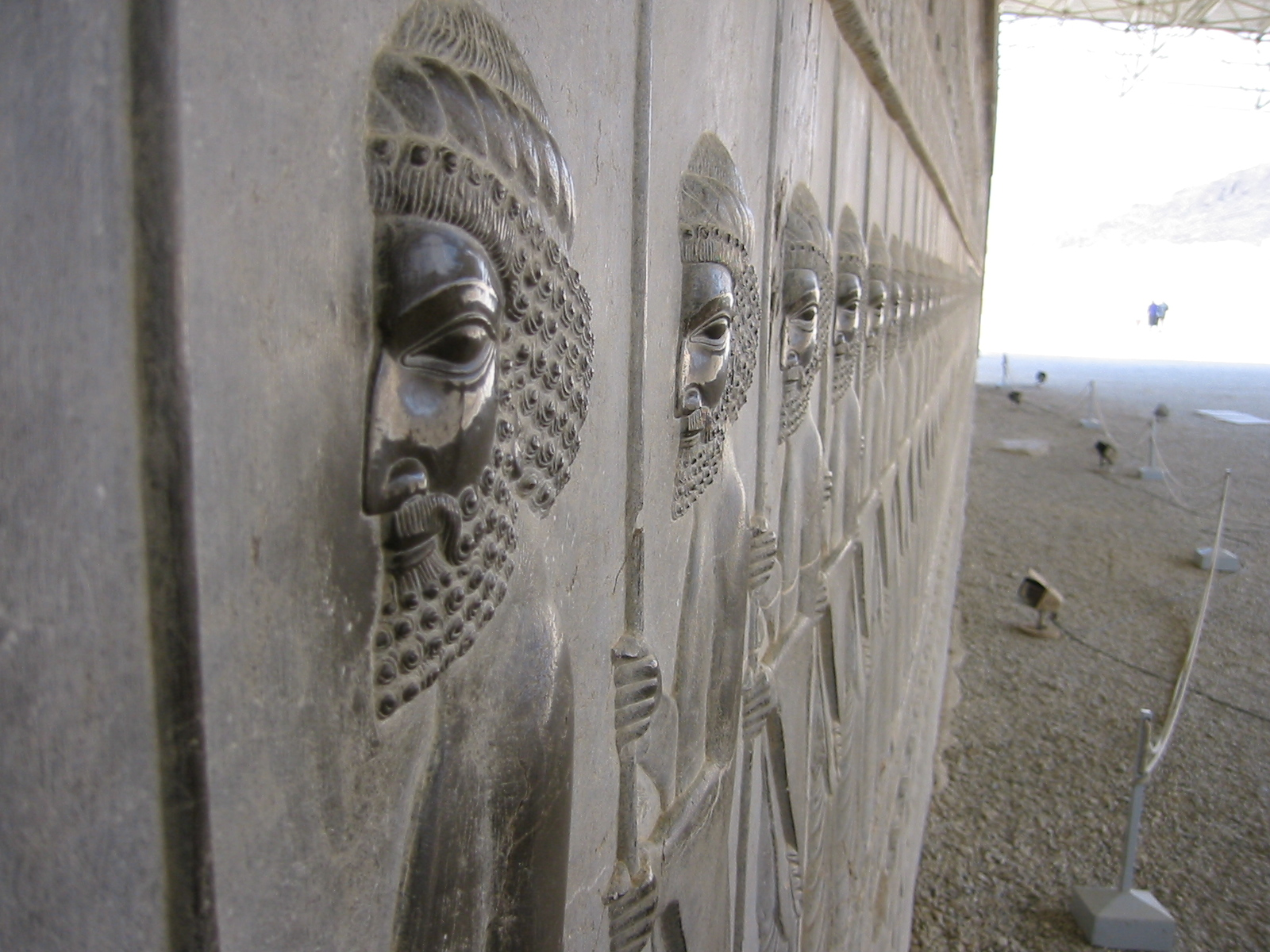
Рельєф Безсмертних воїнів

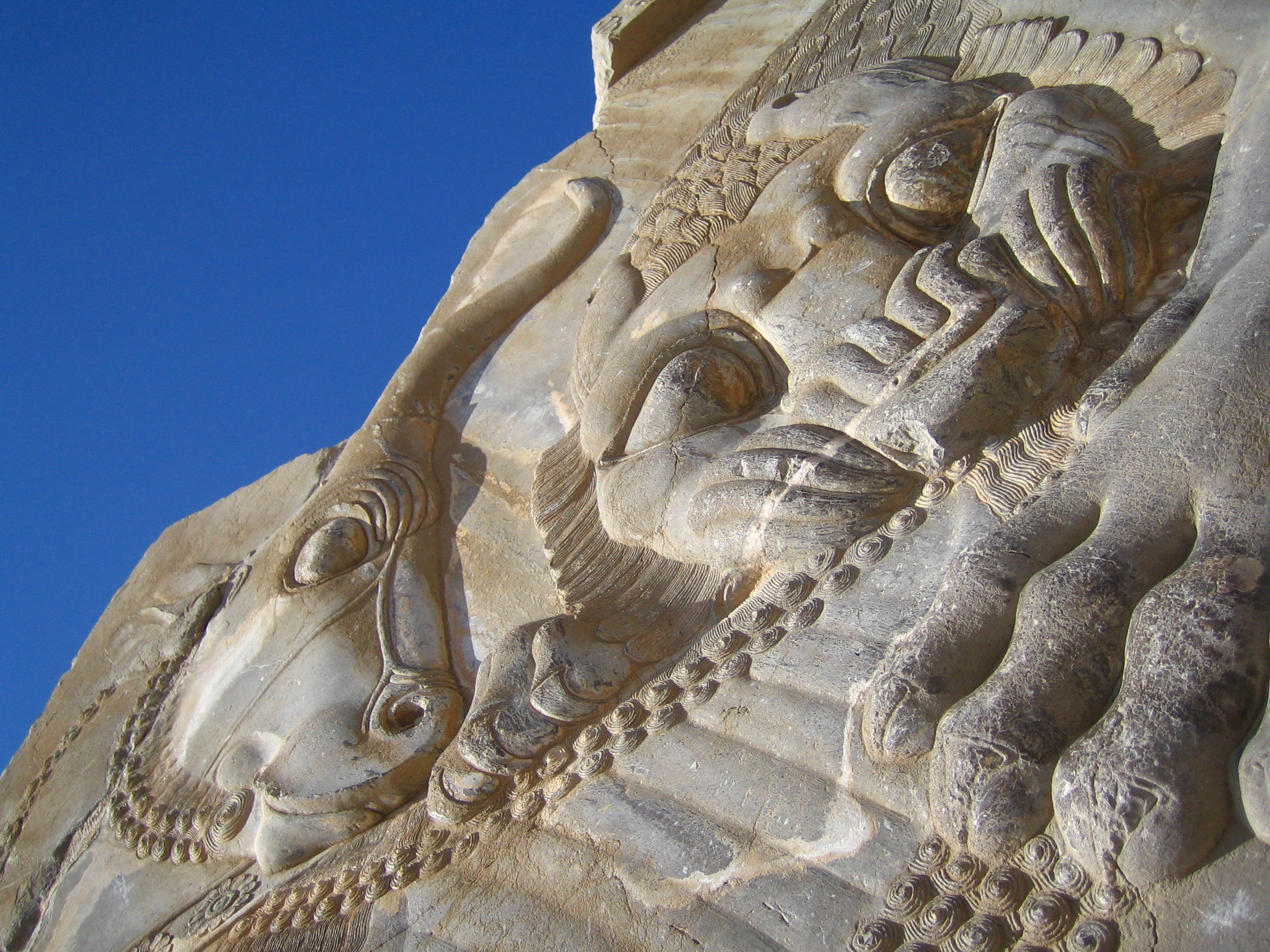
Рельєф де зображений лев, що кусає бика

Архітектура Ахеменідів (перс. معماری هخامنشیان) відноситься до архітектурних досягнень держав Ахеменідів, що проявляється в будівництві найкрасивіших міст того періоду, таких як Персеполіс, Сузи і Екбатана. Архітектура Ахеменідів в основному була спрямована на будівництво храмів для поклоніння та будівель громадських заходів, таких як Зороастрійські храми, мавзолеї, споруджені на честь загиблих царів, наприклад, мавзолей Кіра Великого. Особливість персько-ахеменідської архітектури була в її еклектичному характері з елементами мідійської, ассирійської та греко-азійської архітектури. Проте архітектура тих часів зберігала унікальну перську ідентичність .
Архітектурна спадщина Ахеменідів, починаючи з розширення імперії близько 550 р. до н. е., була періодом творчого розквіту, який залишив неймовірне багатство архітектурної спадщини, починаючи з мавзолею Кіра Великого в Пасаргадах і найкрасивіших будівель в квітучому місті Персеполь тієїх епохи. З появою другої перської імперії, тобто династії Сасанідів в 224–624 роках, традиції Ахеменідської архітектури відродилися в будівництві храмів, присвячених вогню і монументальних палаців .
Мабуть, найяскравішою із споруд часів Ахеменідів, що дійшли до нас, на сьогоднішній день це руїни Персеполя, колись процвітаючого міста, заснованого Ахеменідським царем Дарієм Великим для державних і церемоніальних функцій. Персеполь виступав також як одна із чотирьох столиць величезної імперії. Подібні архітектурні об'єкти інфраструктури були також зведені в Сузах та Екбатані, що виступають в аналогічних функціях як Персеполіс.

## Гробниця Кіра Великого

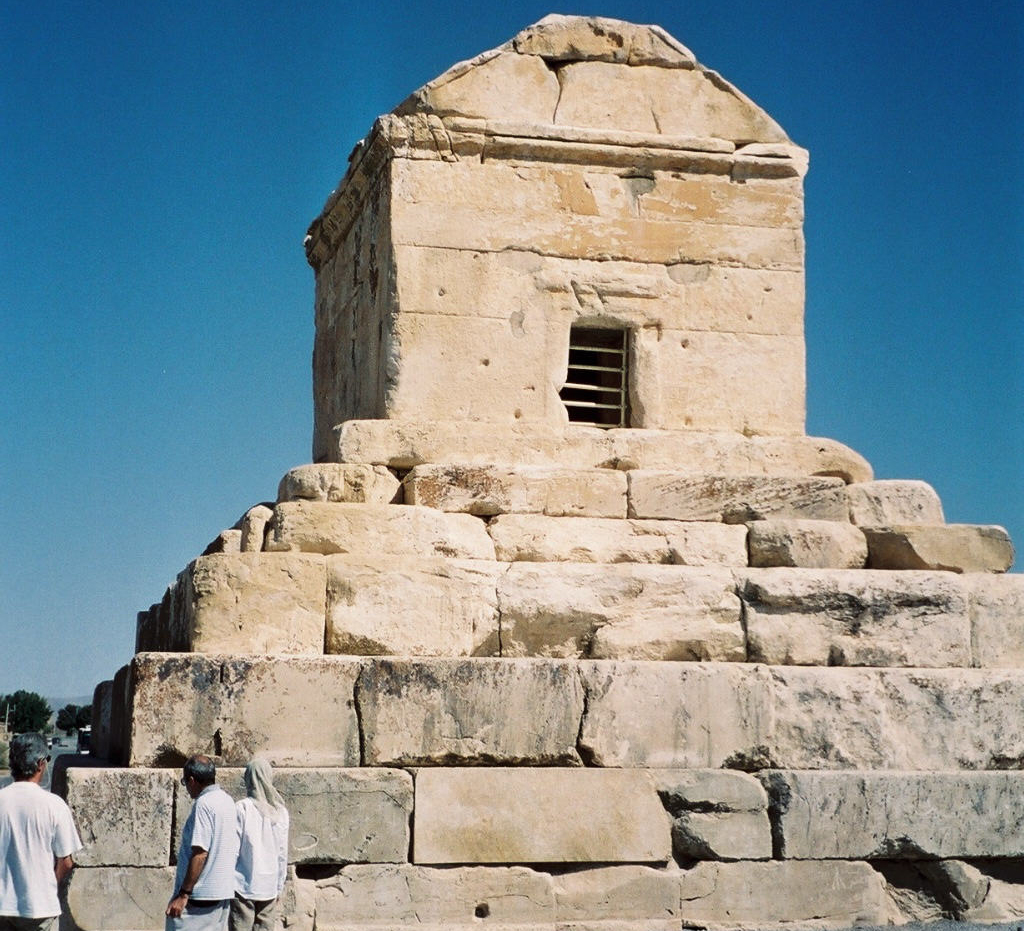
Мавзолей Кіра Великого

Анімована 3D модель гробниці

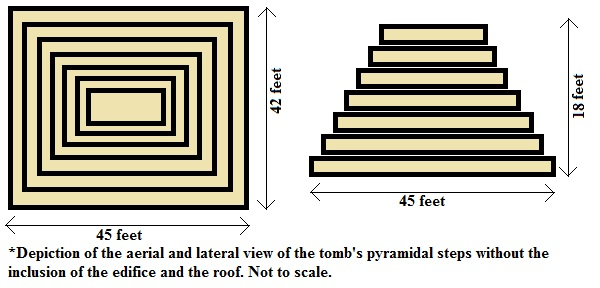
Розміри кам'яних щаблів пірамідальної структури

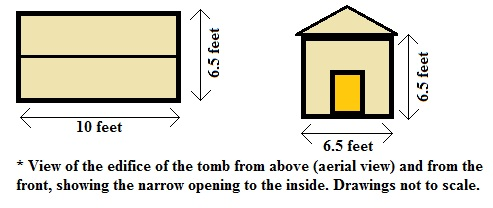
Розміри будівлі, дах та будівля без пірамідальної структури

Незважаючи на те, що Кір Великий правив великою частиною стародавнього світу, дизайн гробниці вкрай простий і скромний у порівнянні з мавзолеями та гробницями інших древніх царів та правителів, у яких мавзолеї були величними. Простота конструкції справляє потужний ефект на глядача, оскільки за винятком декількох каменів під дахом і невеликою розеткою над його входом, немає інших стилістичних факторів, що відволікають, і це є унікальним явищем для тієї епохи.

### Опис
Після смерті Кіра Великого його останки були віддані землі в його столиці Пасаргадах, саме в цьому мавзолеї. Геометрична форма гробниці майже не змінилася за ці роки. Великий камінь чотирикутної форми в основі (сорок п'ять футів на сорок два фути), на ньому сім пірамідальних каменів, нерегулярних невеликих прямокутних каменів (можливо, як відсилання до семи планет із сонячної системи) досягає висоти у вісімнадцять футів. Далі, структура згорнувшись утворює кубічну споруду з маленьким отвором або вікном на одному боці, де навіть найстрункіші і худі люди ледве можуть протиснутися.
Будівля, або так званий «будиночок» є прямокутним, витягнутим кубом, який знаходиться прямо на вершині пірамідальних кам'яних сходинок, і становить два метри завширшки, два метри заввишки і три метри завдовжки. Внутрішня частина будівлі має невелику камеру на кілька метрів завширшки та висоту, і близько чотирьох метрів завглибшки. У цій камері знаходиться труна Кіра Великого. Дах будівлі має однакову довжину і ширину, як і сама будівля. Навколо могили була низка колон, які не збереглися до наших днів. Стародавній грецький історик Арріан вказував на те, що Кір Великий був справді похований у камері всередині будівлі. Він описує, як Александр Македонський, побачивши під час свого візиту до Пасаргади цю гробницю, дізнався, що тіло Кіра Великого було віддано землі внизу структури, і бачив, що сама гробниця насправді кенотаф чи хибна гробниця. Також йдеться, що спочатку там була золота труна всередині мавзолею, поставлена на стіл із золотими опорами, всередині якої тіло Кіра Великого було віддано землі.

### Історія мавзолею
Переклади стародавніх грецьких джерел описують, що гробниця була побудована в саду Пасаргади, в оточенні дерев та декоративних чагарників. В оточенні гробниці були Ахеменідські протектори (або волхви), які захищали будівлю від крадіжок або пошкоджень. Волхви були групою зороастрійських спостерігачів, які жили у своїх окремих кімнатах, можливо, в караван-сараї. Вони були під опікою держави Ахеменідів, а за деякими даними вони отримували щодня як зарплату хліб або борошно, а також одну вівцю. Кілька років по тому під час хаосу, створеного Александром Македонським під час вторгнення в Персію, і втрат централізованої влади і волхвів, гробниця Кіра Великого була зламана і більшість його коштовностей були розграбовані. Коли Александр дістався гробниці, він отримав жах від того, яким чином гробниця збереглася так ідеально. Незважаючи на розграбування гробниці, Александр наказав Арістобулу з Кассандрії покращити стан гробниці та відновити її колишній вигляд.
Гробниця витримала випробування часом упродовж близько 2500 років. Після арабського вторгнення в Персію та розпаду Сасанідської імперії, арабська армія хотіла знищити цей унікальний історичний артефакт, на тій підставі, що це було проти ісламських догматів. Але активний опір з боку місцевих персів запобіг руйнації мавзолею. Тоді перси перейменували могилу і представили її арабам як гробницю матері царя Соломона.
Шах Ірану Мохаммед Реза Пехлеві, останній офіційний монарх Персії, під час 2500 літнього ювілею святкування Перської імперії вшановував Ахеменідських царів, особливо Кіра Великого. Як і Александр Македонський, Шах Ірану хотів реконструювати та реставрувати цю спадщину Кіра Великого. Крім того, Шах Ірану був зацікавлений у захисті всіх імперських історичних артефактів.
Після іранської революції гробниця Кіра Великого пережила первісний хаос та вандалізм з боку ісламських революційних прихильників, які порівняли перські імперські історичні артефакти з періодом Шахського Ірану. ЮНЕСКО включило гробницю Кіра Великого та стародавнє місто Пасаргадах до списку Світової спадщини.

## Персеполіс
Назва «Персеполіс» — латинізована назва старого перського імені Парса, який у буквальному значенні означає місто персів. Це стародавнє місто також є видатним архітектурним досягненням держави Ахеменідів. Місто Персеполіс було однією з чотирьох столиць імперії. Місто було засноване близько 560 року до н. е. Цар Дарій I переніс сюди столицю після 520 року до н. е., затіявши масштабне будівництво.
У ту епоху місто швидко розвивається і стає центром урочистих свят та культурних заходів, центром для почесних гостей та відвідувачів на уклін до царя, є приватною резиденцією перських царів, житлом сатрапів. Також у цьому місті вперше пройде навесні свято Новруз. Престиж і велике багатство Персеполіса були добре відомі у стародавньому світі, і це найкраще описує грецький історик Діодор Сицилійський як: «найбагатше місто під сонцем».

Сьогодні археологічні залишки цього колись процвітаючого міста розташовані за 70 кілометрів на північний схід від сучасного іранського міста Шираз, у провінції Парс, що на південному заході Ірану. Стародавній Персеполіс це широкий комплекс висотою 40 футів, шириною 100 футів, і довжиною третину милі, що складається з декількох залів, коридорів, широких терас, та особливих, подвійних, симетричних сходів, які забезпечували доступ до верхньої тераси. У сходах окреслюють рельєфи сцен різних мотивів із повсякденного життя людей чи природи, включаючи деякі, які як метафоричні; деякі сцени описують природні акти, такі як лев нападає на свою здобич або символіка весни та Навруза ведмеді. Інші сцени зображують послів з інших царств, що підносять цареві дари, і навіть сцени із зображенням королівських гвардійців, чи сцен соціальних взаємодій між охоронцями чи сановниками. Ці сходи іноді називають як «весь світ».

### Ападана
Центром комплексу є Ападана Дарія, що піднята над терасою на висоту 4 метри. До неї ведуть дві парадні сходи, настільки пологі, що ними можна було проїхати на колісницях. Головну цінність цих сходів і всієї тераси Ападани становлять рельєфи, висічені на кам'яних плитах. З зовнішньої сторони сходів вони зображають урочисту ходу царської гвардії, а з внутрішньої — ходу слуг, що несуть баранів, судини, бурдюки з вином. Така сама дія зафіксована і на рельєфах самої Ападани: тут у процесію вистроєні представники підкорених народів. Структура була спочатку закритою і складалася з елементів глинобитних стін понад 5 метрів та завдовжки понад 20 метрів. Колони були унікальні в тому, що на кожному складковому камені часто зображувалися бики чи тварини. Ці колони в портиках мали кругову основу.
Багато дослідників давно вважають, що процесії данників, які прикрашають сходи Ападани, буквально відтворюють якийсь щорічний захід, можливо, присвячений святкуванню Нового року. Біля східних дверей Ападани зображений цар царів Дарій I, що сидить на троні, за ним стоїть спадкоємець престолу Ксеркс. Сама Ападана була великою залою, оточеною вестибюлями. Дах споруди, ймовірно, був дерев'яним і підтримувався сімдесятьма двома кам'яними колонами, тринадцять з яких збереглися.

### Трипіліон та стоколонна зала
За Ападаною приблизно в центрі тераси знаходився Трипілон, мабуть, головний парадний зал у Персеполі. Його сходи прикрашені рельєфними зображеннями сановників, на його східних воротах був ще один рельєф, що зображував Дарія I на троні та спадкоємця Ксеркса. Далі розташовувалося величезне приміщення, назване археологами Залом ста колон, за кількістю знайдених основ колон. З боків північного портика стояли великі кам'яні бики, вісім кам'яних воріт були прикрашені сценами з царського життя і боїв царя з демонами. Обидва парадні приміщення — Ападана і Зал ста колон — майже квадратної форми; до будинків, де вони розташовані, ззаду примикали лабіринти скарбниць, комор та житлових приміщень, від яких збереглися практично лише одні фундаменти.

### Гарем Ксеркса
У південній частині платформи були палац Ксеркса, житлові та підсобні приміщення, а також царська скарбниця, прикрашена чудовими рельєфними зображеннями Дарія та Ксеркса. Найбільш цікавою з них є будівля, названа першим персепольським археологом Херцфельдом Гаремом Ксерксом. Вона складалася з двадцяти двох невеликих двох-трьох-кімнатних приміщень, де могли проживати багато жінок із малолітніми дітьми.

### Тачара
Праворуч від Ападани знаходився тачара (житловий палац) Дарія I. Палац був оздоблений рельєфними зображеннями. У палаці є напис їхнього творця: «Я, Дарій, великий цар, цар царів, цар країн, син Гістаспа, Ахеменід, побудував цей палац». Сьогодні від тахари залишилися лише фундамент, кам'яні портали з дверними отворами та нижні частини стін з уцілілими барельєфами.

### Водна система Персеполісу
Каналізаційні мережі Персеполіса були одним із найскладніших у стародавньому світі. Персеполіс побудований біля підніжжя гори Рахмат, через це люди поєднали місто до підніжжя гори. Персеполіс був найважливішим культурним центром. Часто під час свят, наприклад на початку весни під час свята Новруз місто затоплювалося через великі опади і стоки води від льоду та снігу. Тому каналізаційні мережі набували великого значення у цей критичний момент. Каналізація використовувалася для спрямування потоку води зверху вниз від північних областей, а також для обслуговування жителів міста та їх потреби у воді.
З метою запобігання затопленню Ахеменіди використовували дві техніки, щоб направити в інший бік розтанутий сніг та гірські стоки: першою технікою був збір стоків у резервуар, квадратний отвір з розмірами 4,2 метра та глибиною до 60 метрів, що дозволяло зібрати до 555 кубометрів або 554 000 літрів води та стоку. Вода прямувала у бік водосховища через кілька кладок ринв, розташованих навколо конструкції. Друга стратегія була для відведення води від будівель. Для цього резервуари повинні були бути заповнені повністю; цей метод використовувався в резервуарі розмірів 180 метрів у довжину, 7 метрів завширшки і 2,6 метра глибину, який знаходився в західній частині міста.
Системи водопостачання, однак, були набагато складнішими, ніж техніка зборів води у водосховищі та резервуарі. За давніх часів система закритих труб була дуже складною. Іригаційна труба була розділена на п'ять зон, дві труби в північній частині будівлі і три в південній частині. Дивно, але на той час зрошувальна система була розроблена. Вона працювала таким чином: щоб вода текла однаково, на місцях існували центральні дренажні канали в центрі колони та невеликі стічні отвори та провідники на кожному поверсі, та окрема труба, щоб брати воду з даху. П'ять труб володіли стоком продуктивністю в 260 літрів в секунду, яка явно більша, ніж сума, необхідна для обробки гірських стоків, вказуючи, що система також використовується для водопостачання мешканців, видалення та очищення стічних вод, і навіть для зрошення садів навколо конструкції.

### Структурні технології Персеполісу
Для того, щоб така масивна конструкція, функціонувала належним чином, як наприклад вага покрівлі, колони і тераси, вони повинні були бути розподілені рівномірно. Будівництво біля підніжжя гори було добре продумана, оскільки частина підніжжя гори підтримує цю важку структуру. Для будівництва даху та стелі використовувалося рівномірно дерево та камінь, тим самим знижуючи її загальну вагу. Широке використання каменю в Персеполісі гарантувало його структурну цілісність протягом усього терміну його використання та збереження.